# Palpita pajnii
Palpita pajnii es una especie de polillas perteneciente a la familia Crambidae descrita por Jagbir Singh Kirti y H. S. Rose en 1992.
Se encuentra en China (Guangdong, Guangxi, Hainan, Guizhou, Yunnan), Taiwan, Vietnam, Tailandia, Myanmar, Indonesia (Sumatra, Sulawesi, Java, Borneo), Filipinas, India, Nepal, Australia (Queensland), Isla Norfolk y Papua Nueva Guinea.